# NFL 2K
NFL 2K é uma série de jogos eletrônicos de futebol americano desenvolvido pela Visual Concepts e publicado pela Sega, a primeira edição, o NFL 2K, foi lançada em 1999 para o Dreamcast e a última edição sendo o ESPN NFL 2K5 lançado em 2004 para PlayStation 2 e Xbox. A partir do ano seguinte, a EA Games passou a ter exclusividade dos jogos eletrônicos da NFL. Em 2007, foi lançado o jogo All-Pro Football 2K8 para PlayStation 3 e Xbox 360, considerado um spin-off da franquia, com times e jogadores fictícios devido aos direitos exclusivos da EA Games.

## Jogos
| Título            | Plataformas                    | Jogador da capa                     |
| ----------------- | ------------------------------ | ----------------------------------- |
| NFL 2K            | Dreamcast                      | Randy Moss (Minnesota Vikings)      |
| NFL 2K1           | Dreamcast                      | Randy Moss (Minnesota Vikings)      |
| NFL 2K2           | Dreamcast, PlayStation 2, Xbox | Randy Moss (Minnesota Vikings)      |
| NFL 2K3           | PlayStation 2, GameCube, Xbox  | Brian Urlacher (Chicago Bears)      |
| ESPN NFL Football | PlayStation 2, Xbox            | Warren Sapp (Tampa Bay Buccaneers)  |
| ESPN NFL 2K5      | PlayStation 2, Xbox            | Terrell Owens (Philadelphia Eagles) |